# Kung chae nampla
Kung chae nampla (tiếng Thái: กุ้งแช่น้ำปลา, phát âm [kûŋ t͡ɕʰɛ̂ː nám.plāː]) hay còn gọi là món tôm sống sốt Thái là một món gỏi Thái được làm từ tôm tươi ngâm nước mắm Thái và ăn kèm với bầu, tép tỏi, ớt và nước mắm chua cay, nói chung, người Thái thường sử dụng tôm thẻ chân trắng làm nguyên liệu tươi sống trong món ăn này. Có thể ăn trực tiếp hoặc cuốn với cải xanh chấm thêm mù tạt tùy thích. Nguồn gốc của món Kung chae nampla không rõ ràng nhưng người ta tin rằng cách chế biến này đã là một món ăn từ đầu triều đại Rattanakosin (khoảng 1782-1851) và ban đầu nó được tìm thấy phổ biến ở Thái Lan, món ăn này đã trở nên phổ biến như một món khai vị.
Nhiều người lo lắng khi ăn sẽ mắc bệnh vì tôm sống được dùng trong thực đơn này có nguy cơ nhiễm khuẩn sống có thể gây đau bụng và tiêu chảy cho những người ăn. Có nhiều loại Kung chae nampla, đầu tiên, món chính gốc được dùng với những miếng bầu, tép tỏi, ớt với nước sốt chua cay được dùng để chắm riêng. Thứ hai, một phiên bản khác được người ta chế thêm với sả được thêm vào. Cuối cùng, là phiên bản Pour over thì tôm sống sẽ ăn chung với nước sốt cay rưới lên tôm trong khi các phiên bản khác giữ nước sốt cay riêng biệt khi phục vụ. Tương tự, cũng có một món salad tôm cay khác (tiếng Thái: พล่ากุ้ง, RTGS: phla kung). Tuy nhiên, món này lại dùng tôm luộc, nước cốt chanh, lá chanh kaffir và cỏ chanh làm thành phần chính.